# Arne Ejbye-Ernst
Arne Ejbye-Ernst (født 16. december 1927 i Aarhus, død 3. februar 1985) var en dansk journalist, der var ansvarshavende chefredaktør for Politiken fra 1966 til 1971.
Arne Ejbye-Ernst, der var søn af redaktør Niels Ejbye-Ernst, blev efter studentereksamen fra Marselisborg Gymnasium i 1934 journalist ved den socialdemokratiske provinspresse i Silkeborg, Nakskov,
Sønderborg, Svendborg og Odense. I 1954 kom han til Ny Tid i Aalborg, først som redaktionssekretær og fra 1956 som chefredaktør. I 1959 rykkede han til Aktuelt som chefredaktør. Han blev i 1964 docent og journalistisk leder ved Danmarks Journalisthøjskole. Han kom i 1966 til Politiken som ansvarshavende chefredaktør og var her til 1971, hvor han vente tilbage til en stilling som prorektor for Journalisthøjskolen.
Ved siden af sit virke var han formand for Københavns Redaktørforening 1962-1964 og 1967-1969, medlem af Ritzaus bestyrelse 1959-1964 og 1966-1971, medlem af forretningsudvalget for Danske Dagblades Fællesrepræsentation 1961-64 og 1967-71, medlem af bestyrelsen for Danmarks Journalisthøjskole 1967-1971 og formand for Århus Journalistforening 1965-1966.